# Lynda Hamri
Lynda Hamri, född 8 februari 1989 i Bab El-Oued i Algeriet, är en synskadad paralympisk friidrottare från Algeriet som tävlar främst i T12 klassificeringssprint och längdhopp. Hamri representerade Algeriet vid två sommarparalympiska spel, vann ett silver i längdhopp vid Paralympiska sommarspelen 2012 i London och ett brons i samma evenemang 2016, Paralympiska sommarspelen 2016, i Rio de Janeiro. Hamri har också vunnit två silvermedaljer vid IPC-VM, båda i längdhopp, i Lyon 2013 och i Doha 2015.
Lynda Hamri föddes med en medfödd ögonsjukdom, degeneration av gula fläcken, vilket är en sjukdom som påverkar hennes syn.

## Biografi

### Familj
Hamri kommer från en stor familj med sex systrar; varav en har samma ögonsjukdom.

### Barn och ungdom
Hennes mor beskrev Lynda som yrhätta när hon var barn. Hon tyckte om att spela fotboll med de andra barnen i grannskapet. När familjen Tadjar flyttade till deras hus, upptäckte deras dotter, som var friidrottstränare, Hamris potential.

### Idrottskarriär
Efter sitt första träningspass blev Hamri intresserad av friidrott och tillbringade de närmaste åren med att flytta mellan olika klubbar. Senare märktes det att hennes syn började försämras och hennes sjukdom bekräftades av en läkare.
På grund av sin sviktande syn klassificerades Hamri som T13-idrottare och 2007 representerade hon Algeriet vid sin första stora internationella tävling, All-Africa Games 2007, där hon vann en bronsmedalj i längdhopp. Höjdpunkten i hennes karriär kom på Paralympiska sommarspelen 2012 i London, där hon kvalificerade sig för både friidrott vid paralympiska sommarspelen 2012-Damer 100 meter T13|100 meter sprint (T13) och friidrott vid paralympiska sommarspelen 2012-Längdhopp damer (F13). Trots att hon blev säsongsbäst i sprint kunde Hamri inte ta sig vidare till finalen. Hennes ansträngningar i längdhopp gav större utdelning med ett avstånd på 5,31 m, där hon vann silvermedalj.
Ytterligare framgångar följde i två på varandra följande IPC friidrotts-VM: Friidrotts-VM 2013 i Lyon och IPC Friidrotts-VM 2015 i Doha, där hon nu klassificeras som T12-idrottare på grund av att hennes sjukdom hade förvärrats. Hon fick två silvermedaljer i längdhopp. Vid Paralympiska sommarspelen 2016 i Rio de Janeiro kom Hamri igen på 100 meter sprint och längdhopp. På 100 meters heat kvalificerade hon sig som den snabbaste av de deltagande idrottarna, men lyckades inte kvalificera sig genom semifinalen. Hennes framgång, som i London, kom genom längdhopp, där hon fick brons, med ett hopp på 5,53 meter.